# عصوية ذهبية أنغستادتية
عصوية ذهبية أنغستادتية (الاسم العلمي: Chryseobacterium angstadtii) هي نوع من البكتيريا، سلبية الغرام، تتبع جنس عصوية ذهبية.